# Portmeirion
Portmeirion je populární turistická vesnice v oblasti národního parku Snowdonia, které leží v hrabství Gwynedd v severním Walesu. Byla navržena a postavena sirem Bertramem Cloughem Williams-Ellisem (1883–1978) v letech 1925 až 1975 ve stylu italských vesnic. Jejím vlastníkem je charitativní nadace.
Vesnice spadá pod obec Penrhyndeudraeth a nachází se u ústí řeky Dwyryd, přibližně 3 km jihovýchodně od Porthmadogu a 1,6 kilometru od vlakového nádraží v Minfforddu.

## Historie
Dnešní Portmerion bylo v 19. století přístaviště s kovárnou, využívané k přepravě břidlice. V roce 1925 koupil toto místo, podle svých slov zpustlý kus země, sir Clough Williams-Ellis za méně než 5 000 liber a nazval je Port Meirion – Port coby odkaz na jeho geografickou polohu a Meirion původně podle velšského hrabství Merionethshire (název byl po několika letech změněn do dnešní podoby).
Kromě kovárny (později White Horses) zde stál jeden obytný dům (dnes hotel), domek zahradníka (Mermaid) a stáje.
Bertram Clough Williams-Ellis byl jako architekt samouk. Architektonickou školu v Londýně navštěvoval pouhé tři měsíce. Rodinné sídlo Plas Brondanw, na jehož vzhledu měl značný podíl, leží jen několik kilometrů od Portmerionu.
Z obytného domu v Portmerionu vytvořil hotel a otevřel ho již v roce 1926. Myšlenkou vystavět zde vesničku podle italského vzoru se zabýval hned od počátku. Chtěl dokázat, že propojení nových staveb s původní přírodou nemusí být v rozporu. Podstatné pro něho bylo to, aby nové stavby – většinou v klasicistickém stylu – nepůsobily jako novostavby.
Hra s průhledy a osami je pro koncepci Portmeirionu charakteristická. Kromě budov, nových či přestavěných, je součástí vesničky, sloužící hlavně jako turistický cíl, loď Amis Réunis, která tu poblíž ztroskotala a kterou nechal William-Ellis v podobě kamenného člunu zabudovat do pobřežní promenády před hotelem.
První stavební etapa skončila s počátkem druhé světové války. Pokračovala pak jen s přestávkami. Materiál ale mnohdy nebyl kvalitní, takže při renovaci v 80. a 90. letech musela být řada prvků zcela vyměněna. Přitom ztratil Pantheon svoji typicky zelenou barvu kupole z dřevěných došků, které byly nahrazeny měděnou krytinou. V průběhu padesátých let byl do vesničky zakázán vjezd automobilů, místní garáže byly přebudovány na obchůdky. Stavební činnost se uzavřela v r. 1976. Poslední stavbou, kterou tu Williams-Ellis realizoval, byla pokladna po pravé straně nového vstupu. V roce 1991 byla ještě postavena identická stavba po jeho levé straně. V roce 1981 vyhořel hotel, byl ale zrenovován v původním stylu a znovu otevřen v roce 1988.
Většina budov v Portmeirionu slouží k ubytování hostů, z velké části jako ubytování s vlastní obsluhou, jen některé z nich poskytují hotelový servis.
Portmeirion se může pochlubit sbírkou rododendronů a návštěvník se tu setká i s exotickými rostlinami. Celá vesnička je jedním hotelovým zařízením, které je spravováno nadací. Je určeno hlavně stálejší klientele, běžným turistům je umožněn přístup za poplatek.

## Hans Feibusch
Hans Feibusch byl německý umělec židovského původu a s Williamem-Ellisem se přátelil. Před nacistickým pronásledováním utekl do Velké Británie a v roce 1938 zde získal státní občanství. Jeho malířské dílo pracuje zejména s mytickými a náboženskými motivy a je k vidění v mnoha britských kostelích. V Pontmeirionu se setká návštěvník s jeho nástěnnými malbami na domech Anchor, Arches, Lady's Lodge, na budově hotelu a uvnitř Pantheonu, stejně jako na klenbě v Gate House.